# Alex Baumann (bobsleista)
Alex Baumann (ur. 9 marca 1985 w Herisau) – szwajcarski bobsleista. Złoty medalista olimpijski z Soczi.
Zawody w 2014 były jego pierwszymi igrzyskami olimpijskimi. Po medal sięgnął w bobslejowych dwójkach. Tworzył osadę z pilotem Beatem Heftim. W tej samej konkurencji zdobył z Heftim brązowy medal podczas mistrzostw świata w Igls w 2016 roku.